# Apus salimali
El vencejo de Sálim Ali (Apus salimali) es una especie de ave apodiforme de la familia Apodidae que vive en la meseta tibetana y zonas adyacentes de Sichuan. Su taxonomía se encuentra en discusión y algunos expertos lo consideran una subespecie de Apus pacificus.